# Maniża Dawlatowa
Maniża Dawlatowa (tadż. Манижа Давлатова, ur. 31 grudnia 1982 w Kulabie) – tadżycka piosenkarka.

## Życiorys
W latach 2001–2006 studiowała dziennikarstwo na Tadżyckim Uniwersytecie Narodowym. Swoją karierę muzyczną zaczęła w 2001 roku i szybko zyskała popularność. W styczniu 2006 roku odbyły się jej występy gościnne w Afganistanie. Jest uważana za kochankę Emomali Rahmona.